# Protestantisme
Le protestantisme est l'une des trois principales confessions du christianisme, avec le catholicisme et l'orthodoxie. Entendu largement, le protestantisme est l'ensemble des Églises issues de la Réforme, autrement dit, qui ne reconnaissent pas l'autorité du pape.
Le protestantisme rassemble 8 courants principaux : l'adventisme, l'anabaptisme, l'anglicanisme, le baptisme, le calvinisme, le luthéranisme, le méthodisme et le pentecôtisme. Il regroupe plus d'un tiers des chrétiens dans le monde, soit 900 millions de protestants, dont 300 millions dans les Églises directement influencées par la Réforme et 600 millions dans les nouvelles Églises protestantes, principalement évangéliques (dont l’anabaptisme, le baptisme et le pentecôtisme).

## Introduction
La Réforme protestante est le résultat du rejet des orientations prises par le catholicisme pendant le Moyen Âge, avant que celui-ci ne s'engage dans un mouvement de Contre-Réforme au travers du concile de Trente.
La Réforme a été menée sous l'impulsion de théologiens, tels que Martin Luther, Ulrich Zwingli, Jean Calvin, Sébastien Castellion, Guillaume Farel parmi tant d'autres. Pierre Valdo, John Wyclif, Jan Hus, Jacques Lefèvre d'Étaples sont considérés comme des précurseurs de la Réforme.
À la suite de ces théologiens, le protestantisme comprend des courants théologiques très divers. Au sein de la seule fédération protestante de France, on dénombre vingt-six unions d'Églises, tandis que, sur le plan international, ce sont environ trois cent vingt Églises issues du protestantisme qui participent au conseil œcuménique des Églises, aux côtés d'une trentaine d’Églises orthodoxes et des Églises vieilles-catholiques.

## Origine du mot protestant

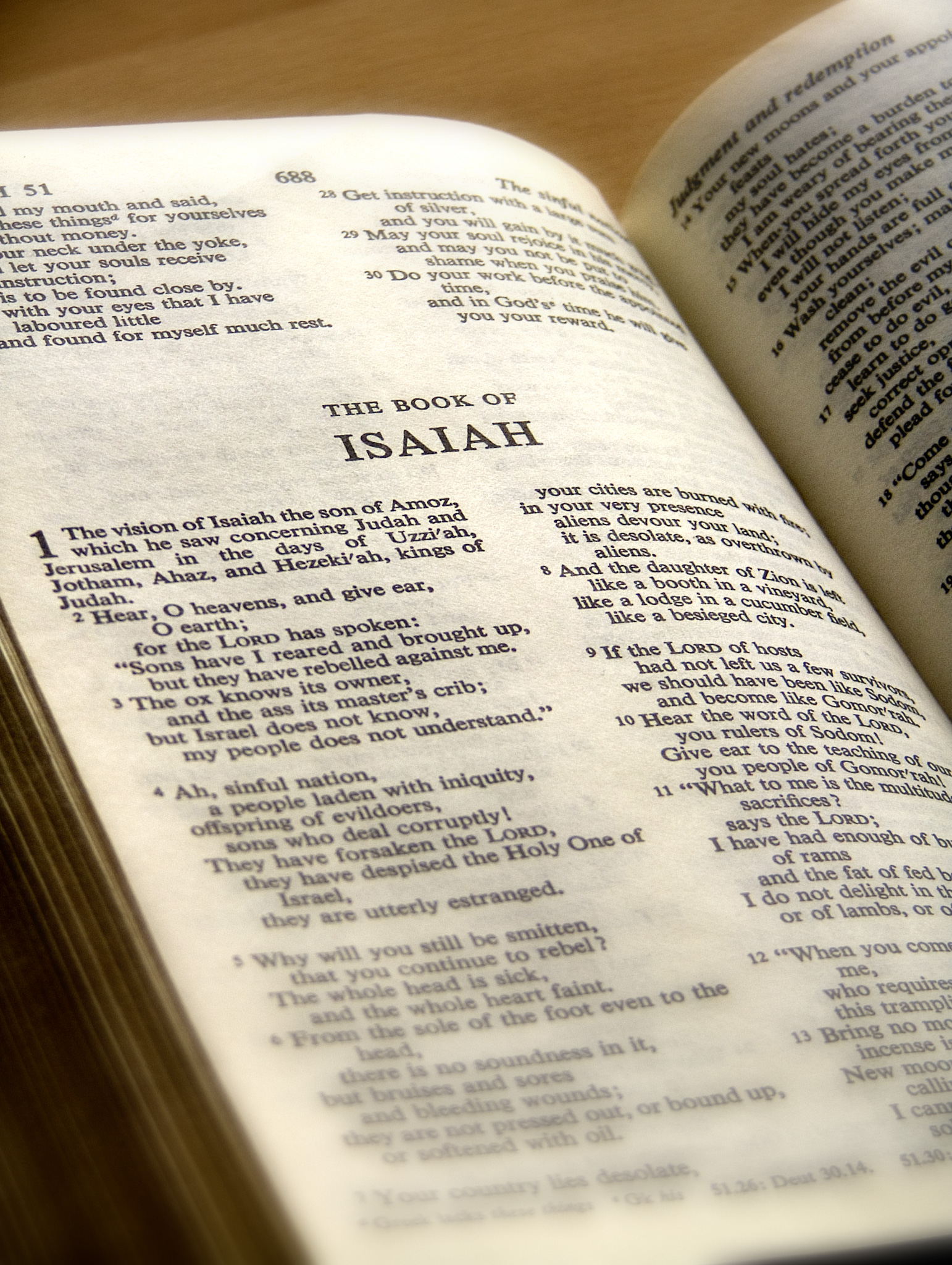
Pour les protestants, la Bible est l'autorité suprême en matière de foi.

Ce sont les adversaires de la Réforme qui, les premiers, utilisèrent ce quolibet en 1529, dans le Saint-Empire romain germanique, en désignant les princes protestants et les villes libres,. La plupart des princes-électeurs avaient choisi de suivre la réforme de Luther tolérée par Charles Quint, l'empereur élu par eux. Mais en 1529, ce fervent catholique change d'avis et ordonne le ralliement inconditionnel à l’Église catholique. La promulgation de cette prescription provoque le refus des princes : ils « protestent devant Dieu […] ainsi que devant tous les hommes » de leur refus d'admettre un décret qu'ils jugent contraire « à Dieu, à sa sainte Parole, à [leur] bonne conscience et au salut de [leur] âme ». Plutôt attribué de façon péjorative, cet adjectif fut ensuite adopté comme substantif par les adeptes de la Réforme. En effet, la définition (vieillie ou littéraire) de ce mot est : Exprimer avec certitude, promettre avec force (à quelqu'un) que quelque chose est vrai, que quelque chose existe. En revendiquant le sens positif de ce mot, les protestants affirment leur croyance, ils font profession de leur foi. De là l'origine du mot protestant. La portée du mot est parfois restreinte aux seuls courants luthérien et réformé, dont la cohérence et l'unité ont été affirmées très tôt.

## Principes fondamentaux du protestantisme
Les protestants modernistes hésitent à parler de « doctrine » ou de « religion ». Ils préfèrent convictions, engagements ou valeurs voire également de relation, indiquant ainsi vivre une liberté dans leur relation avec Dieu plutôt que par obligation ou tradition, ce que sous entend pour eux le mot « religion ». Ils préfèrent toujours préserver un espace de discussion et d'échange entre les fidèles, particulièrement pour leurs expressions de foi, même les plus conservatrices.

### Grands principes
Toutes sensibilités confondues, les protestants partagent plusieurs points fondamentaux : les « cinq solas » (les deux premiers concernent le salut) et deux autres principes non moins essentiels (Solus Christus et Ecclesia semper reformanda) : en tout sept, dont un est réputé formel (Sola Scriptura) et six à caractère matériel.
Les voici libellés ci-après :
- Sola gratia (« par la grâce seule »)

L'homme ne peut pas mériter son salut auprès de Dieu, mais Dieu le lui offre gratuitement par amour. Ce qui rend l'homme capable d'aimer lui aussi. Ainsi, la valeur d'une personne ne dépend que de l'amour de Dieu, et non de ses qualités, ni de son mérite, ni de son statut social.
- Sola fide (« par la foi seule »)

Ce don se fait à l'occasion d'une rencontre personnelle avec Dieu, par Jésus-Christ (solo Christo, par Christ seul). C'est cela la foi, non une doctrine ou une œuvre humaine. D'une personne à l'autre, elle peut surgir ou être le fruit d'un cheminement. Chacun la vit de manière particulière, comme sa réponse à la déclaration d'amour de Dieu.
- Sola scriptura (« par l'Écriture seule »)

(À mettre en rapport avec le sacerdoce universel et l'éclairage indispensable du Saint-Esprit)
Considérée comme porteuse de la parole de Dieu, la Bible est à la fois la seule autorité théologique et le seul guide, en dernière instance, pour la foi et la vie. Elle est éclairée entre autres par la prédication de ministres appelés par l'Église et formés par elle (mais essentiellement par le Saint-Esprit). À travers les témoignages humains qu'elle transmet, elle dessine des principes de vie à partir desquels s'exerce la responsabilité personnelle de chacun.
- Solus Christus (« Jésus Christ seul »)

Jésus Christ est le seul intermédiaire entre Dieu et l'humanité.
- Soli Deo gloria (« à Dieu seul la gloire »)

Il n'y a que Dieu qui soit sacré, divin ou absolu. Ainsi, aucune entreprise humaine ne peut prétendre avoir un caractère absolu, intangible ou universel, y compris la théologie. De plus, partant du principe que Dieu a donné la liberté aux hommes, les protestants sont généralement favorables à un système social qui respecte la pluralité et les libertés.
- Ecclesia semper reformanda (« l'Église doit se réformer sans cesse »)

Les institutions ecclésiastiques sont des réalités humaines. Elles sont secondes. « Elles peuvent se tromper » disait Luther. Ainsi, les Églises doivent sans cesse porter un regard critique sur leur propre fonctionnement et leur propre doctrine, à partir de la lecture de la Bible, lecture éclairée par l'Esprit. À l'inverse, les chrétiens catholiques pensent[réf. nécessaire] qu'il faut être guidé par l'Église de façon claire. La certitude peut aller dans certains cas jusqu'au dogme (vérité qui ne peut être reniée), prononcée par un concile, ou par le pape en vertu de l'« infaillibilité pontificale ».
- Sacerdoce universel

Principe de la Réforme protestante, que Luther considère comme central, selon lequel chaque baptisé est « prophète, prêtre et roi » sous la seule seigneurie du Christ. Ce concept anéantit les principes de hiérarchie au sein de l'Église. Chaque baptisé a une place de valeur identique, y compris les ministres (dont les pasteurs font partie). Issus d'études de théologie et reconnus par l'Église, ils sont au service de la communauté pour l'annonce de la Parole de Dieu (prédication et sacrements) et les missions particulières qui en découlent. Les femmes ont accès aux ministères de certaines Églises protestantes, cela ayant évolué en fonction des pays et des époques.

### Pratiques et croyances protestantes

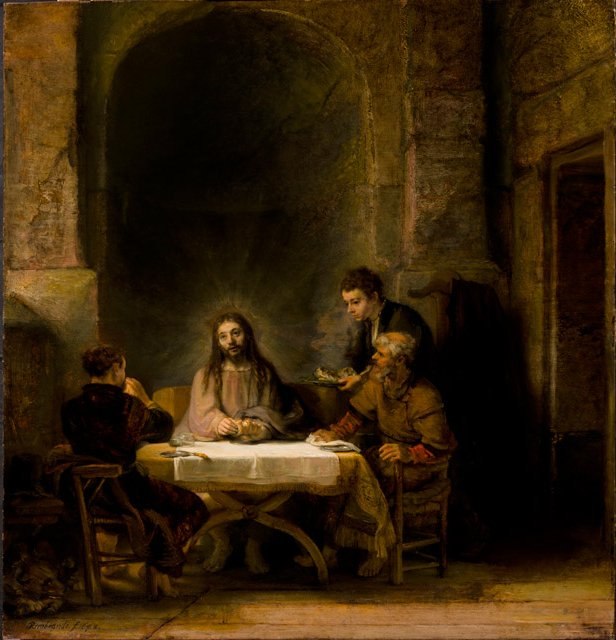
Les pèlerins d'Emmaus, Rembrandt.

La doctrine protestante repose exclusivement sur les textes sacrés, à savoir la Bible, uniquement constituée de l’Ancien et du Nouveau Testament. Les Livres deutérocanoniques ont été considérés par les Réformateurs comme intéressants mais non fondateurs de la foi et ne sont plus imprimés dans les bibles protestantes depuis le XIXe siècle. Toutefois, on trouve toujours les apocryphes dans les bibles luthériennes. Le protestant croit donc à la résurrection et à la vie éternelle. À l'instar de toutes les confessions chrétiennes, la résurrection de Jésus-Christ et le salut qui en résulte peuvent être considérés comme le point essentiel de la foi. Les pratiques majeures sont communes avec celles de l’Église catholique (prières, lecture de la Bible, le culte dominical et la participation à l’Eucharistie, dénommée la Sainte-Cène).
Les protestants croient, comme les autres chrétiens, en un Dieu créateur, et participent, entre protestants ou dans le cadre d'initiatives œcuméniques, à des actions en faveur de la sauvegarde de la Création.
Le baptême et la Sainte-Cène sont les deux seuls sacrements chez les protestants, qui partent du principe que, d'après le témoignage des textes bibliques, seuls ces deux actes ont été institués par Jésus-Christ. Dans certaines Églises protestantes, notamment évangéliques, le baptême n'est administré qu'à l’âge adulte tandis que d'autres laissent le choix et pratiquent assez largement le baptême des enfants.
La confirmation désigne la cérémonie qui conclut l’éducation religieuse des catéchumènes, en général des adolescents de 14 à 15 ans. Assez proche de la profession de foi célébrée chez les catholiques, elle n'est cependant pas un sacrement mais elle confirme les vœux du baptême et elle marque l’admission du confirmand à la cène et son passage à une vie de foi adulte. Depuis un synode de l'église réformée de France, les enfants sont admis à la cène sous la responsabilité de leurs parents. 
Le mariage est la bénédiction divine d'un amour humain et, bien que le protestantisme n'encourage pas la pratique du divorce, l'idée qu'un divorce peut être préférable à une vie de couple devenue très difficile est admise par la majorité des protestants ; le remariage de divorcés est possible.
Le culte des funérailles est destiné à l’accompagnement de la famille et des amis, il est centré sur l'annonce de l’Évangile et la promesse de la résurrection. Le défunt est enterré simplement, avec respect : lecture d’un passage de la Bible et prières pour les familles. Il n'y a pas de cérémonie pour les morts de type messe anniversaire. Les autopsies, les prélèvements d’organes ainsi que la crémation sont en général autorisés. Les protestants ne célèbrent pas le "jour des morts" et ne fleurissent les tombes que par conformisme aux usages.

### Fêtes et rassemblements
Les protestants célèbrent les fêtes de Noël, des Rameaux, de Pâques (ils célèbrent le Jeudi saint et le Vendredi saint mais sans procession ni chemin de croix), de l’Ascension et de la Pentecôte.
Dans les Églises historiques européennes, en plus des fêtes chrétiennes (référées à Jésus-Christ selon la Bible), on célèbre parfois :
- le Nouvel An, le 1er janvier ;
- la fête de la récolte, le premier dimanche d'octobre (dans les milieux luthériens influencés par l'Europe du Nord ou en Amérique du Nord (Thanksgiving américain ou Action de grâce canadienne) ;
- la fête de la Réformation, le 31 octobre ou, à défaut, le dimanche précédent, commémorant l'affichage des 95 thèses de Martin Luther ;
- l'assemblée du Désert au musée du Désert, le premier dimanche de septembre, à Mialet dans les Cévennes, en souvenir des camisards ; beaucoup de protestants français et issus des pays du Refuge s'y rendent généralement[15] ;
- Protestants en fête est un grand rassemblement, organisés tous les quatre ans, par la Fédération protestante de France.

### Différences avec l'Église catholique
Malgré les nombreux points communs entre catholicisme et protestantisme (tous deux issus du rameau occidental du christianisme), et malgré le rapprochement doctrinal obtenu par le dialogue œcuménique, par exemple par le Groupe des Dombes, il existe de nombreuses différences entre le culte protestant et le culte catholique.
- Les protestants se référent uniquement à la Bible comme source de doctrine (sola scriptura). Ils récusent en particulier la tradition, autre source dogmatique du catholicisme [dogme : « Point de doctrine établi ou regardé comme une vérité fondamentale, incontestable » ; les protestants n'ont point de dogme car toute doctrine est pour eux révisable.]. Les protestants insistent sur le rôle de l'Esprit Saint pour accéder à une compréhension véritable du sens du message biblique. Ils sont souvent profondément choqués par la promulgation de nouveaux dogmes par l'Église catholique romaine tels que ceux de l'Immaculée Conception (1854), de l'infaillibilité pontificale (1870) ou de l'assomption de Marie (Dogme de 1950, fête liturgique depuis le VIIIe siècle), qu'ils assimilent à une sorte de révélation continue peu conforme à l'évangile.
- Les protestants n'accordent pas à leur clergé un rôle spécifique de prêtres. Les pasteurs sont des conseillers et des théologiens de niveau universitaire dont le rôle est de former les croyants, de leur indiquer la direction à suivre. Ils président le culte et administrent la Sainte-Cène mais, moyennant une officialisation par l'Église pour des raisons de bon ordre et de discipline, des laïcs peuvent parfaitement en faire autant, y compris la prédication moyennant une formation théologique. C'est l'ensemble des croyants qui est investi de la prêtrise (doctrine dite du sacerdoce universel, fondée notamment sur des textes de l'Épître aux Hébreux). Dans l'Église catholique, le prêtre en prononçant les paroles de l'absolution au sein de la confession accorde effectivement le pardon de Dieu, le pasteur se borne à rappeler au cours de la liturgie la promesse de pardon acquise « à ceux qui se repentent et qui croient » ; le reste se passe directement entre le croyant et Dieu (exception : les anglicans utilisent le mot prêtre, sans toutefois y mettre le sens catholique).
- Les protestants ne reconnaissent pas l'autorité du pape, ni celle des cardinaux. Pour des raisons historiques, il existe une multitude de communautés protestantes non affiliées les unes aux autres. Les Églises protestantes sont organisées soit autour d'évêques parfois appelés inspecteurs ecclésiastiques (d'après le sens du mot grec episkopos), il est alors question de système épiscopalien (cas des luthériens, des anglicans et de certains méthodistes), soit autour de conseils presbytéraux souverains, les paroisses adhérant volontairement à des unions d'Églises régies par une sorte d'assemblée générale dénommée synode, il est alors question de système presbytérien synodal (cas notamment des Églises réformées). Ces unions qui sont cantonnées à l'échelon national se regroupent par obédience (luthérienne, réformée, anglicane, baptiste, méthodiste, etc.) au sein de fédérations internationales qui sont en général elles-mêmes affiliées au Conseil œcuménique des Églises (COE).
- Les protestants ne reconnaissent que deux sacrements (le baptême et l’eucharistie ou Sainte-Cène) contre sept chez les catholiques (le baptême, l'eucharistie, la confirmation, la réconciliation, le mariage, l'ordination et l'onction des malades). Certains de ces rites existent toutefois sur un mode mineur : la confirmation, la confession des péchés soit collective au cours du culte soit personnelle dans le secret de la prière, mais jamais auriculaire à la manière catholique ; les protestants n’ont donc pas de sacrement de réconciliation (le dialogue avec un prêtre) et le pasteur n'a pas le pouvoir de remettre les péchés. L'ordination (des pasteurs luthériens) ou la reconnaissance des ministères (des pasteurs réformés) remplacent l'ordination des prêtres mais en sont très éloignées dans la forme comme dans le fondement théologique, la question de la prêtrise restant au fond la grande différence entre les conceptions catholiques et protestantes de l'Église. Moins sacralisé, le mariage protestant peut être rompu et les Églises protestantes acceptent en général de célébrer des remariages.
- La question dite de la présence réelle de Jésus lors de la Cène est particulièrement complexe. Les protestants ne croient pas à la transsubstantiation, doctrine catholique qui affirme la transformation de la substance des deux espèces de la communion en véritable chair et en véritable sang du Christ lors de l'eucharistie. La majorité des protestants croit à la présence réelle de Jésus de manière spirituelle dans l'assemblée lors de la Cène : la Cène ne se réduit donc pas à un symbole. Cette position existe toutefois également mais reste minoritaire. Tentant d'unir les contraires, la position de Luther était la « consubstantiation », doctrine tirée des idées de Guillaume d'Occam et de Duns Scot. La communauté de Taizé avait quant à elle trouvé des formulations pouvant convenir à l'ensemble des Églises chrétiennes, parlant d'un « mémorial sacrificiel »[16].
- Les concepts de purgatoire (lieu de souffrance auquel l'homme accède après la mort pour se racheter et se purifier de ses péchés avant d'accéder au paradis), canonisation (croyance catholique, mais aussi orthodoxe, par laquelle un homme ou une femme est reconnu comme saint ou sainte) et d'indulgence (à l'époque il y avait possibilité pour un catholique de verser une somme d'argent à l’Église en échange de la rémission de la peine temporelle (en pratique, d'un certain temps de purgatoire) encourue à la suite du pardon de ses péchés, aujourd'hui c'est surtout le pardon donné par le pape pour les grandes fêtes, par exemple l'Indulgence Plénière de Noël, ou dans d'autres occasions) n'existent tout simplement pas. La notion de « saint » : origine latine de ce mot : sanctus : sacré, ici avec un sens double « appelé » (par le baptême) et « élu » (par Dieu au Jugement dernier), signifiant « mis à part ». Il n'existe donc pas, sur Terre, d'élite composée de chrétiens qui seraient exemplaires devant la communauté[17].
- L'excommunication (pratique par laquelle le pape exclut quelqu'un de l'Église et, de fait, l'empêche temporairement ou définitivement de recevoir des sacrements), existe en principe également chez les protestants. Elle serait prononcée soit par l'évêque (organisation de l'Église selon le système épiscopalien), soit par le conseil presbytéral (système presbytéro-synodal), mais elle est en général tombée en désuétude (sauf chez certains évangéliques où elle joue même un rôle de maintien de la cohésion des communautés amish, où l'excommunié est ipso facto mis au ban de la communauté sur le plan social).
- Les protestants confessants (non les libéraux) adhèrent à la naissance virginale de Jésus et ils placent Marie parmi les témoins privilégiés au même titre que les disciples du Christ. En revanche, ils ne croient pas à son Immaculée Conception, considérant que celle-ci n'a pas de fondement biblique. Des avancées œcuméniques ont été faites quant à la place de Marie chez les protestants — dont on peut penser qu'elle a été particulièrement réduite en pure réaction contre le catholicisme —, par exemple par le Groupe des Dombes[18] ou par la théologienne protestante France Quéré[19]. Cependant Marie reste pour les protestants un exemple de fidélité au Christ et de femme vertueuse.
- Les protestants ne font pas appel à des intercesseurs comme Marie ou les saints dans leurs prières. Selon eux, le croyant est seul responsable devant Dieu et ne doit pas passer par des intermédiaires pour dialoguer avec Lui. Ils croient que Jésus est le seul intermédiaire entre Dieu le Père et eux-mêmes, en se basant notamment sur des textes bibliques comme 1timothée 2.15.
- Ils ne croient pas à l'utilité de la pratique catholique de la confession (voir plus haut le paragraphe sur la prêtrise). Pour cette raison, les protestants croient que Dieu les pardonne tant qu’ils confessent et regrettent individuellement leurs péchés avec leur cœur devant Dieu.
- Les pasteurs protestants ont le droit de se marier (cf. l'article sur le célibat sacerdotal), tous les réformateurs du XVIe siècle ayant insisté sur la valeur théologique du mariage des ecclésiastiques ; et les femmes exercent couramment le pastorat.
- Le protestantisme comporte notablement moins de rites et de gestes rituels que les autres branches du christianisme. Par exemple, les protestants ne pratiquent pas ou peu le signe de croix (toutefois en usage dans certaines Eglises luthériennes[20]) et n'utilisent pas d'eau bénite, car ils considèrent qu'il y a là un risque de superstition.
- L'appartenance à l'Église est concrétisée chez les protestants par la confession de foi[21] et non par la participation aux rituels sacramentels qui a la préférence des catholiques.
- Il n'y a pas de cérémonie pour les morts de type messe anniversaire.
- Les protestants ne distinguant pas entre le culte de latrie et le culte de dulie, ils n'ont généralement pas de statues ou d'images pieuses, considérant le culte des images comme une idolâtrie. Chez les protestants, la croix de Jésus est vide, ce qui signifie que Jésus est ressuscité tandis que chez les catholiques, Jésus est représenté sur la croix.
- Le déroulement de la messe catholique suit un rite précis qui a été codifié par l’Église catholique tandis que la forme du culte chez les protestants varie selon les familles d’Églises. Il peut y avoir une liturgie formelle et visible, comme dans les Églises luthéro-réformées, ou au contraire le culte peut prendre une forme plus libre, sans liturgie apparente[22].

## Histoire

### Origine

Martin Luther par Lucas Cranach l'Ancien.

Les débuts du protestantisme sont généralement datés du 31 octobre 1517, le moine augustin allemand et docteur en théologie Martin Luther publie les 95 Thèses dénonçant les travers de l’Église catholique romaine comme la vente des indulgences, et affirme que la Bible doit être la seule autorité sur laquelle repose la foi. Protégé par le duc Jean-Frédéric de Saxe (1503-1554), Luther brûle la bulle Exsurge Domine le menaçant d’excommunication en 1520.
L'année 1521 est également considérée comme déterminante : en janvier, Martin Luther, devant la Diète de Worms, refuse de se rétracter, s’estimant soumis à l’autorité de la Bible et de sa conscience plutôt qu’à celle de la hiérarchie ecclésiastique et est excommunié. Invoqués ici pour la première fois, l'appel direct à Dieu et à la conscience individuelle sont les marqueurs du protestantisme. Parmi les idées de Luther, l'accès de tous à la Bible sans discrimination sociale et l'égalité entre les hommes ont un fort écho dans la population majoritairement paysanne, à tel point qu'elles provoquent, au printemps 1525, le Bauernkrieg (guerre des paysans) dans le Saint-Empire romain germanique.
Afin de mettre un terme rapide à cette explosion de violence contre la classe dirigeante, les princes se réunissent lors de la première diète de Spire, en 1526. Ils conviennent du décret de l'état d'urgence et décident que chaque prince choisit le culte à pratiquer dans son État, les opposants étant contraints de fuir vers un autre État favorable à leur foi. Cette confessionnalisation est déjà initiée à la fin de 1526 par Jean Ier de Saxe qui institutionnalisa le luthéranisme.
Cependant, absent de cette assemblée formée par ses électeurs, Charles Quint demeure hostile à ces dispositions. Accusé par le Saint-Siège de soutenir Luther, Charles Quint décide d'endiguer la propagation des thèses luthériennes. Il convoque donc en 1529, avec son frère Ferdinand Ier, une seconde diète de Spire lors de laquelle il révoque toutes les concessions faites par les princes aux paysans. Ainsi, il réinstaure le culte catholique et la messe en latin. Ces derniers réagissent immédiatement sous la conduite de Jean de Saxe en émettant une protestation. Les princes signataires sont appelés « protestants », origine du mot protestant (voir supra).

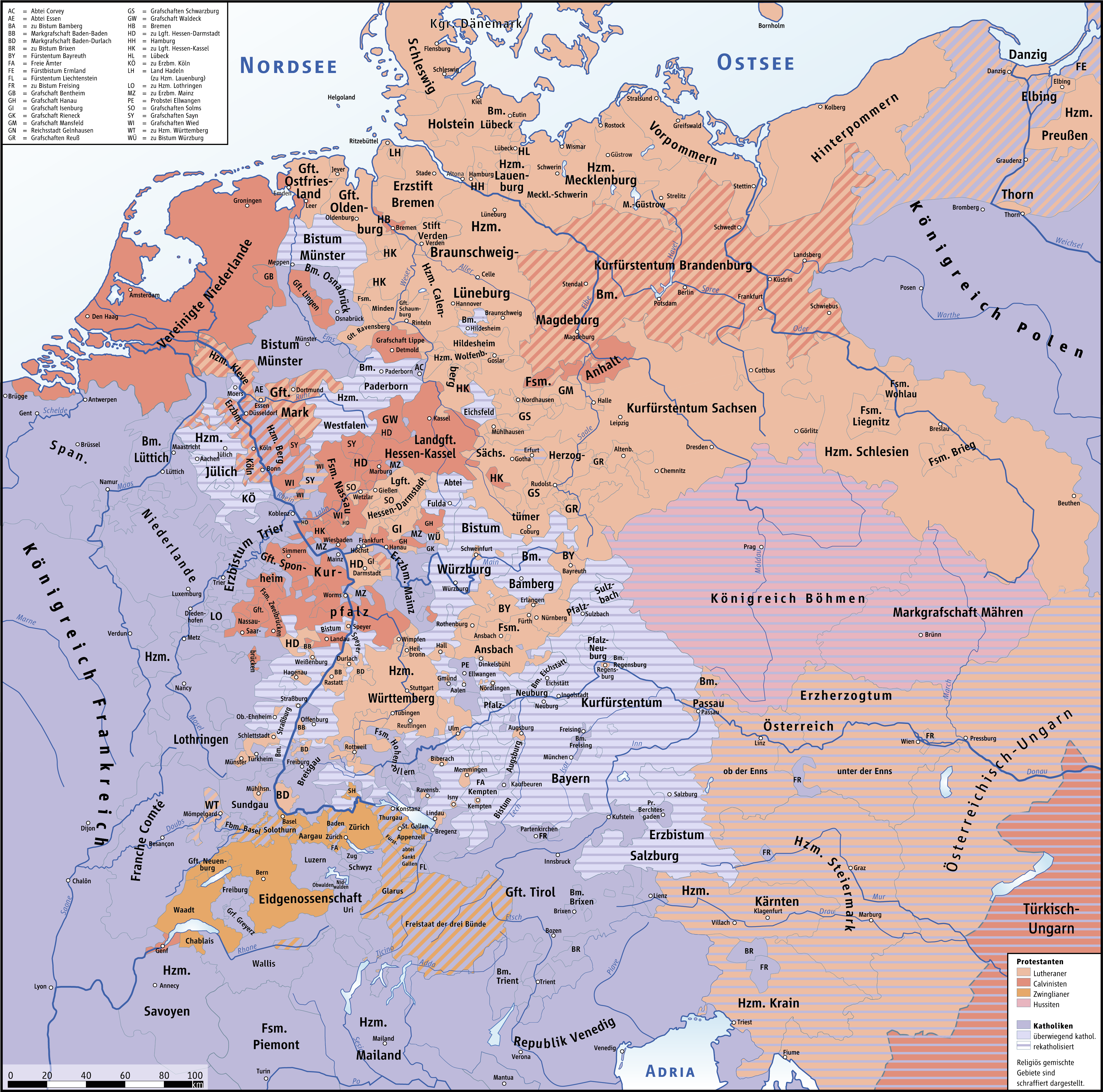
Distribution du protestantisme (rouge) et du catholicisme (bleu) en Europe centrale (en 1618).

### Diffusion
Le luthéranisme se répand dans toute l'Europe le long des voies de communication commerciales du Nord. De nombreux princes allemands l'adoptent, ce qui va dans le sens de leur quête d'indépendance par rapport aux pouvoirs extérieurs qui régissent le Saint-Empire romain germanique : le pape et l'empereur. L'empereur Charles Quint, justement, est aux prises avec les Turcs qui conquièrent de plus en plus de territoires européens depuis la chute de Constantinople et menacent à présent l'Est de son empire ; il ne peut donc intervenir à l'encontre des princes qui deviennent protestants. Le luthéranisme devient religion d’État en Suède en 1529, puis au Danemark en 1536. En 1536, Jean Calvin publie en latin l’Institution de la religion chrétienne. En 1545, le concile de Trente réaffirme les dogmes et la discipline de l’Église catholique. Il se termine en 1563.
Aux XVIe et XVIIe siècles, la France bascule dans les guerres de religion (1562-98) puis après une période de tolérance sous l'édit de Nantes, dans une proscription croissante du protestantisme associé à des violences : destruction de temples, enlèvement d'enfants, logement de troupes, interdiction d'exercice de certains métiers et charges, ce qui conduit, malgré l'interdiction faite également d'émigrer, à l'exode de quelque deux cent cinquante à trois cent mille personnes vers l'Allemagne, la Suisse, les Pays-Bas et l'Angleterre.

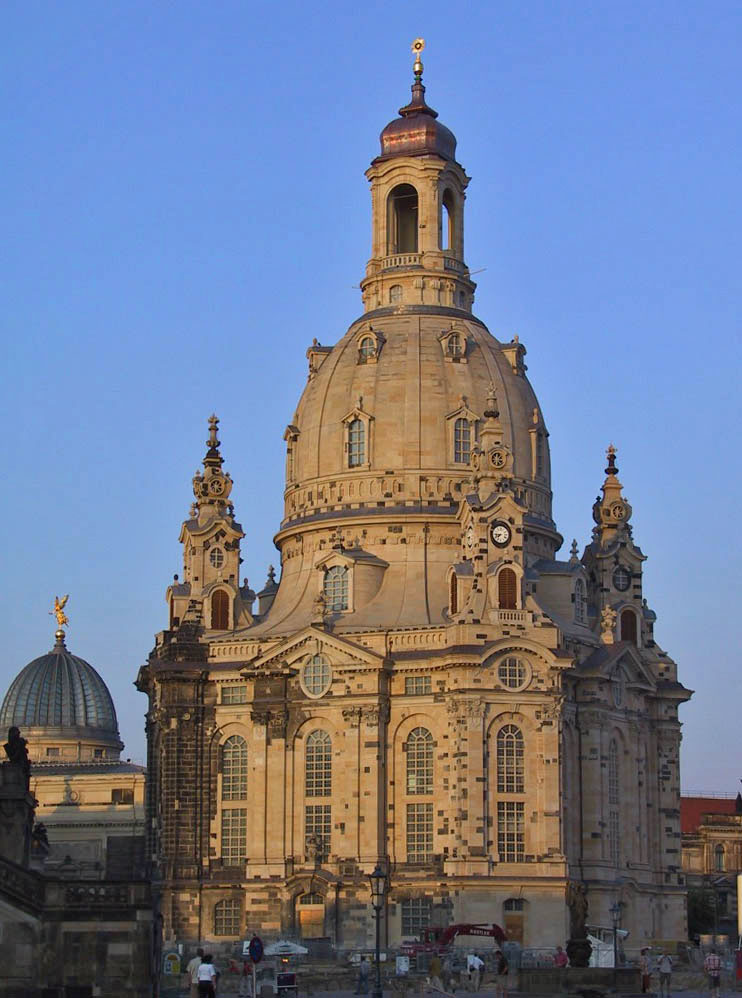
Frauenkirche, église luthérienne de Dresde.

Dans le Saint-Empire romain germanique, les troubles avaient pris fin dès 1555 avec la paix d'Augsbourg, qui promulguait le principe « un prince, une religion » et permettait donc de facto une tolérance, ceux qui étaient résolus à conserver leur religion étant libres de se déplacer, parfois de quelques kilomètres seulement, pour l'exercer librement.
Les Pays-Bas faisaient exception à cette règle, les troubles religieux venant doubler le rejet de la mise sous tutelle de la Flandre et des Pays-Bas par les Habsbourg espagnols. La paix n'intervient qu'en 1648 (traité de Münster) à l'issue de la guerre de Quatre-Vingts Ans et consacre la division politique et religieuse des Pays-Bas : au sud, les Pays-Bas espagnols catholiques où le protestantisme est interdit, au nord les Pays-Bas indépendants, dirigés par des réformés et où le catholicisme, le luthéranisme et le mennonitisme sont tout juste tolérés.
En Angleterre, les convenances personnelles du roi Henri VIII en matière matrimoniale le conduisent à rompre avec Rome. Née de ce schisme, l'Église anglicane conserve d'abord tous les aspects extérieurs du catholicisme mais évoluera graduellement vers le protestantisme tandis que le catholicisme poursuit son évolution divergente par le biais des doctrines promulguées après la rupture. En Suisse, les cantons s'étaient déterminés séparément, les plus vastes et les plus puissants (Bâle, Zurich, Berne) basculant vers le protestantisme. En Europe du Sud, les velléités du luthéranisme avaient été éteintes par l'Inquisition. Seule exception notable, la communauté hérétique dite vaudoise : lors du synode de Chanforan, la majeure partie de l'Église vaudoise choisit d'adhérer à la Réforme en 1532. Malgré les persécutions (entre autres le massacre de trois mille Vaudois du Luberon en 1545), cette petite communauté s'est maintenue dans le Piémont. Le protestantisme connaît ensuite une expansion mondiale au travers des mouvements missionnaires qui, le plus souvent, accompagnent la colonisation. Dans le cas des États-Unis, il est alimenté en outre par l'exil des non-conformistes religieux d'Angleterre ou d'autres régions d'Europe : ainsi les quakers puis les non-conformistes anglicans (puritains) sont-ils très tôt et très largement implantés dans le Nouveau Monde, mais c'est le cas aussi des anabaptistes germaniques (allemands, suisses, alsaciens) qui fondent les communautés mennonites et amish aux États-Unis.

### Développement

Le protestantisme au niveau mondial.

Aujourd'hui, le protestantisme est principalement présent en Amérique du Nord, en Europe du Nord et en Afrique. Il est fortement implanté, et en croissance, en Amérique du Sud et en Asie de l'Est plus particulièrement en Chine (en nombre) et en Corée du Sud (en pourcentage). L'estimation du nombre de protestants dans le monde est assez variable, selon que l'on prend en compte les seuls protestants « historiques » (ceux remontant à la Réforme « magistérielle » du XVIe siècle : calvinistes, réformés, presbytériens ; luthériens ; anglicans low church, épiscopaliens - nom des anglicans hors d'Angleterre - ; méthodistes — XIXe siècle, dissidence anglicane — principalement), au nombre d'environ trois cent cinquante millions, ou que l'on y ajoute les descendants (baptistes et autres Églises), évangéliques, de la « Réforme radicale » (toujours au XVIe siècle mais aussi après), qui sont, en 2011, plus de cinq cents millions dans le monde. Parmi les évangéliques, on estime à deux cents millions le nombre des pentecôtistes dans le monde. Les évangéliques et les pentecôtistes (apparus au tout début du XXe siècle et mettant l'accent sur le « baptême du Saint-Esprit ») sont très dynamiques et en constante expansion de par le monde (Amérique latine, Afrique, Asie…). Dans les années récentes, le calvinisme a été l'objet d'un regain en Amérique du Nord. Le magazine Time a décrit en 2009 le nouveau calvinisme comme l'une des « dix idées en train de changer le monde » et ses partisans comme des baptistes réformés et des baptistes du Sud principalement. Aujourd'hui, les États-Unis et la Corée du Sud sont les pays qui envoient le plus de missionnaires dans le monde. Enfin, la Chine continentale a développé de manière autonome un protestantisme non-dénominationnel particulièrement dynamique, en partie dans l'église officielle et en partie en dehors, qui est estimé à une soixantaine de millions de croyants.

## Églises et mouvements protestants

Les branches du protestantisme.

Selon la compilation des chiffres donnés par les organisations protestantes traditionnelles, le mouvement rassemble 317 millions de personnes dans le monde, en 2014.

### Luthériens, réformés et anglicans
Dès le début, les Églises historiques multitudinistes sont organisées en plusieurs Églises en fonction des courants théologiques ou des circonstances historiques. Elles s'adressent dans le même mouvement à leurs membres et à la société (d'où le terme « multitudiniste »). Il s'agit des Églises luthériennes (selon la Fédération luthérienne mondiale, elle rassemble 75.5 millions de membres), des Églises réformées (calvinistes ou zwingliennes) (selon la Communion mondiale d'Églises réformées, elle rassemble 80 millions de membres) et de l'Église anglicane (selon la Communion anglicane, elle rassemble 85 millions de membres).

### Méthodisme
John Wesley, est à l'origine du méthodisme (selon le Conseil méthodiste mondial, l’église rassemble 80 millions de membres). Conjuguant retour à la Bible, à la prière et à l'engagement social, il est le précurseur de mouvements socio-évangéliques tels que l'Armée du salut, fondée par William Booth en Angleterre, à la fin du XIXe siècle ou les Unions Chrétiennes de Jeunes Gens (UCJG, en anglais YMCA), qui comptent 45 millions de membres dans le monde. Refusant la prédestination, confessant la responsabilité de l'individu dans sa propre foi.

### Courants protestants libéraux
Les Églises protestantes libérales sont généralement attachées au dialogue de la religion avec la culture et relativisent la place première de la Bible. Elles sont favorables au dialogue interreligieux, au pluralisme, et à la laïcité. Elles critiquent les régulations orthodoxes des croyances et des pratiques, les appareils ecclésiastiques et leur pouvoir normatif.

### Mouvements évangéliques
L’évangélisme a ses origines dans la Réforme protestante du XVIe siècle et les mouvements de Réveil qui ont suivi. Ses racines ont des liens spécifiques dans la Réforme radicale du XVIe siècle et sa conception de l’Église de professants.
Malgré les nuances dans les divers mouvements évangéliques, il y a un ensemble de croyances similaires pour les mouvements adhérant à la doctrine de l’Église de professants, dont les principaux sont l’anabaptisme, le baptisme et le pentecôtisme ,,,,,.
En 2020, l'Alliance évangélique mondiale affirmait regrouper plus de 600 millions de chrétiens évangéliques dans 143 pays.
La principale distinction des églises évangéliques par rapport aux autres églises protestantes est la doctrine de l’Église de professants, bien qu’il existe une « tendance évangélique » plus large dans le protestantisme. Les autres églises protestantes ont majoritairement une théologie libérale alors que les églises évangéliques ont majoritairement une théologie conservatrice ou modérée,. Ainsi, en France, plusieurs dénominations évangéliques ont fondé le Conseil national des évangéliques de France (CNEF) en 2010 qui se présente comme une voix distincte de la Fédération protestante de France.

## Action sociale et diaconie protestante
La diaconie, le service envers les plus faibles ou les plus pauvres, existe depuis l’origine de l’Église. Pour les protestants, la diaconie fait bien partie de la vocation de l’Église, au même titre que la prédication de l’Évangile, bien que la laïcité ait conduit en France à séparer les associations cultuelles et les associations ou fondations à caractère social, médico-social ou sanitaire.
En 2007, Olivier Brès, président de la Fédération de l'entraide protestante (FEP), distinguait deux grands types d'activité :
a. Les associations locales d’entraide ou diaconats. Il y a presque un diaconat par Église locale, avec des activités d’écoute, des distributions alimentaires, des vestiaires, des accompagnements plus ou moins précis de personnes isolées (hors ou dans l’Église), mais aussi du financement et de l’accompagnement d’actions de solidarité avec le Sud (associations ou Églises) au gré des rencontres et des intérêts des membres des Entraides. Cela représente des milliers de bénévoles qui collaborent souvent dans leurs activités avec d’autres associations caritatives (laïques, catholiques…).
b. Les associations membres de la Fédération de l'entraide protestante (FEP), soit environ deux cents associations ou fondations engagées dans plusieurs secteurs :
- le sanitaire, avec quelques hôpitaux et maisons de santé et écoles d’infirmières ;
- les personnes âgées avec près de 80 maisons de retraite et quelques services à domicile ;
- les personnes handicapées, avec souvent des associations importantes gérant plusieurs établissements et développant de nouvelles structures, dans un contexte de pénurie à l'échelle nationale ;
- le social qui tend à se développer, avec des structures d’accompagnement, d’hébergement, d’accès au logement pour personnes en situation d’exclusion ;
- les organismes de formation, les Foyers de jeunes, les centres sociaux…

Ces associations regroupent des milliers d’administrateurs, de bénévoles et de salariés.
Ci-dessous, quelques exemples d’œuvres d'origine protestante.

### La fondation John-Bost
La fondation John-Bost, créée en 1848 par le pasteur John Bost, est une institution sanitaire et médico-sociale protestante, reconnue d'utilité publique, dont le siège est situé à La Force près de Bergerac. Elle accueille, soigne et accompagne au long cours plus d'un millier de personnes (enfants, adolescents, adultes et seniors) souffrant de troubles psychiques et de handicap physique et/ou mental dont l'état nécessite une vie sociale adaptée, ainsi que des personnes âgées dépendantes. L'institution est composée d'établissements ou services sanitaires et médico-sociaux répartis dans plusieurs régions, Nouvelle-Aquitaine, Occitanie, Île-de-France et Normandie. Comme le souhaitait le pasteur John Bost, les résidents sont accueillis dans un environnement « sans mur ni clôture », espérant ainsi offrir une bonne qualité de vie.

### La fondation Bagatelle
En créant la Maison protestante de santé de Bordeaux en 1863 (reconnue d'utilité publique en 1867), les Églises protestantes de la ville ont créé une œuvre dont le modernisme perdure encore dans le modèle sanitaire et social d'aujourd'hui. Dès 1920 le docteur Anna Hamilton en fait, sur le site de Bagatelle à Talence, un hôpital-école très en avance sur son temps, et fonde la première école d'infirmières selon les principes de Florence Nightingale lesquels ont révolutionné les soins infirmiers. Aujourd'hui, la Fondation Bagatelle gère et anime dix établissements sur la Gironde notamment un hôpital général (MCO), privé, très moderne (avec délégation de service public), de 250 lits et un hôpital à domicile (HAD), de 200 lits, numéro 1 sur la grande Aquitaine.

### L'Armée du salut

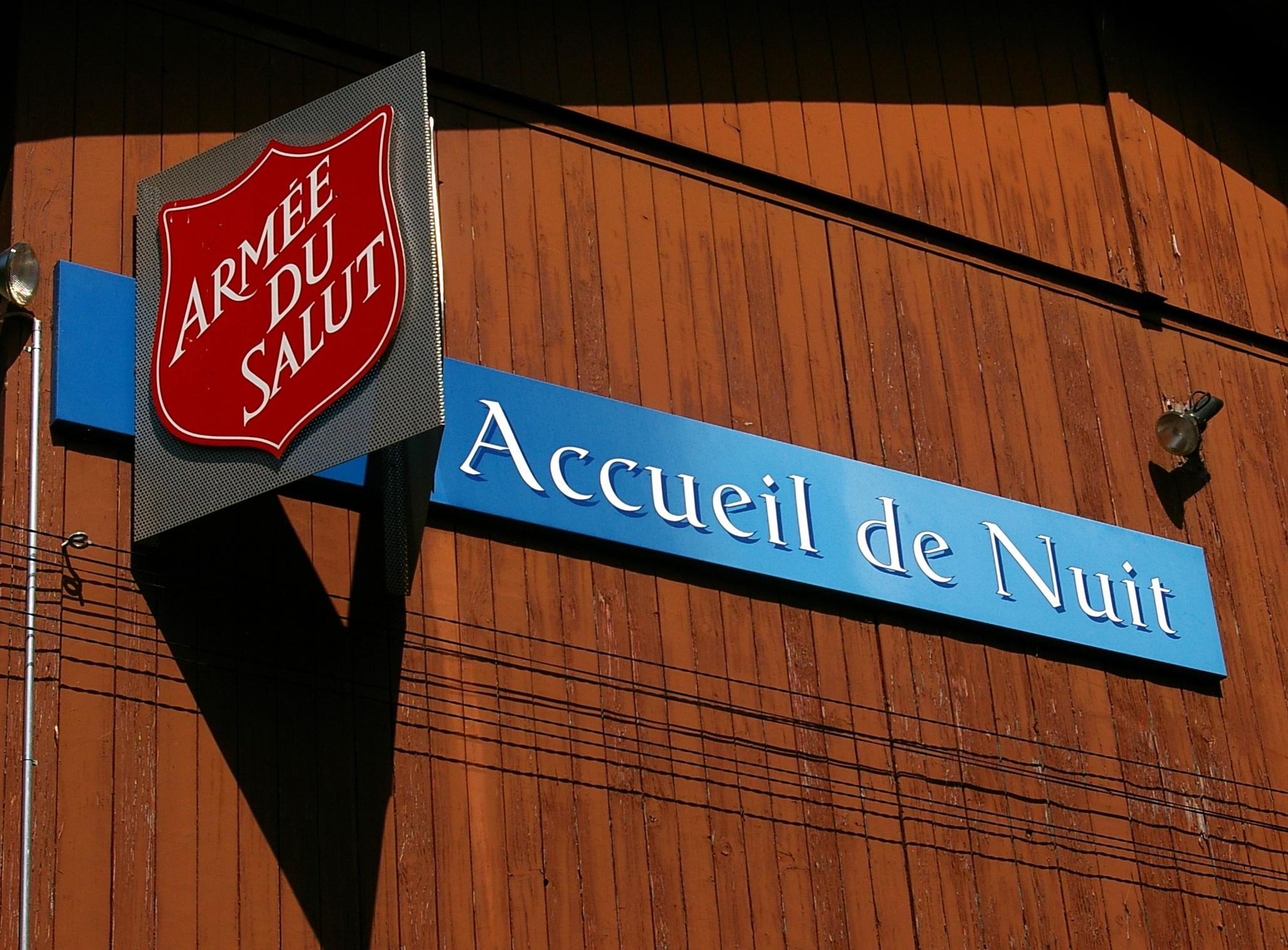
Abri de nuit de l'Armée du salut à Genève, Suisse.

L'Armée du salut naît en pleine révolution industrielle, à la fin du XIXe siècle. Elle est créée, en 1878, par le pasteur méthodiste anglais William Booth, scandalisé par le spectacle des foules ouvrières qui s'entassent dans les quartiers pauvres de l'Est londonien. Pour lui, le changement s'opère en chaque individu. Le progrès social, politique et économique doit découler d'une profonde transformation intérieure de l'homme, réconcilié avec lui-même par la puissance de l'Évangile. William Booth estime par ailleurs qu'avant de parler à quelqu'un de religion, il faut lui proposer des conditions de vie décentes, d'où l'investissement social du mouvement salutiste, et sa devise aux trois S, « soupe, savon, salut ».

### Les Amis de l'Atelier
À la fin des années 1950, l'éducatrice Anne Sommermeyer constate le dénuement des familles ayant des enfants handicapés, qui étaient de facto exclus du système scolaire traditionnel et peu pris en charge par la Sécurité sociale. Indignée, elle commence par recevoir chez elle quelques enfants, pour permettre à leurs parents de prendre quelques jours de repos et de dormir quelques nuits en paix. En 1957, elle ouvre un jardin d'enfants pour déficients mentaux dans une maisonnette de 18 m2 qu'une jeune communauté protestante (mennonite) venait d'ériger au milieu des vergers, à Châtenay-Malabry. En 1961, elle crée des activités de jour pour de jeunes adultes en situation de handicap dans le cadre du Centre d'Aide par le Travail (CAT) « l'Atelier » puis du Centre d'Initiation au Travail et aux Loisirs (CITL) « Égalité ». Pour répondre aux sollicitations croissantes des familles, d'autres établissements et services vont peu à peu voir le jour, en concertation avec les pouvoirs publics. Le besoin d'hébergement collectif conduit d'abord l'association à créer deux foyers d'hébergement. En 50 ans, l'Association ouvre une soixantaine d'établissements et services qui vont du CAT à l'IME (Institut médico-éducatif). Elle compte environ 2 600 bénéficiaires et 1 550 salariés. En 2011, l'Association devient la Fondation des Amis de l'Atelier, reconnue d'utilité publique.

### La Cimade
Créée en septembre 1939 à l'instigation de la théologienne protestante Suzanne de Dietrich pour venir en aide aux populations alsacienne et lorraine évacuées vers le sud de la France à cause de l’entrée en guerre contre l’Allemagne, l'action de la Cimade sigle du Comité inter mouvements auprès des évacués, s'est rapidement élargie aux réfugiés de toutes origines (Tziganes, communistes, Allemands fuyant le nazisme, Juifs…). Souvent médiatisée par son action en faveur des migrants et réfugiés, la Cimade poursuit également une action de terrain grâce à ses quelque 2 000 bénévoles : assistance juridique aux étrangers en centre de rétention administrative, gestion d'établissements sanitaires et sociaux, formation et adaptation linguistique, accueil des étrangers dans les permanences régionales, actions de solidarité internationale, interventions en prison et en locaux de rétention.

### L'hôpital Albert Schweitzer
Véritable précurseur de l'aide humanitaire médicale, le pasteur et médecin d'origine alsacienne, Albert Schweitzer, fonde en 1913 à Lambaréné (Gabon) un hôpital destiné à soigner les malades de la région mais aussi à étudier les maladies tropicales afin de mieux les prévenir et de mieux les soigner. Dès 1930, Albert Schweitzer constitue à Strasbourg une association de soutien. En 1974, la fondation de droit gabonais Albert-Schweitzer est créée pour gérer l'hôpital. Grâce à ses nombreux soutiens, l'hôpital va se moderniser en permanence. Sont créés un laboratoire de biologie et de bactériologie, une salle de radiologie, un bloc opératoire, une clinique dentaire, un pavillon de pédiatrie, un pavillon de médecine interne, des écoles. Un effort important est réalisé en direction de la formation du personnel médical et paramédical originaire d’Afrique.

### Le Comité international de la Croix-Rouge
Le Comité international de la Croix-Rouge (CICR) est la plus ancienne organisation internationale humanitaire existante. Elle a été créée en 1863 par un groupe de cinq citoyens protestants de Genève, dont Henri Dunant (prix Nobel de la paix en 1901) et le général Dufour. D'après ses statuts, la Croix-Rouge est une institution de secours volontaire et désintéressée dont la mission est d'agir au plus près des personnes touchées par les conflits armés et de répondre au mieux à leurs besoins. Le CICR, qui a toujours son siège à Genève en Suisse, emploie environ 11 000 personnes dans 80 pays à travers le monde (2013). L'action du CICR a été récompensée par trois prix Nobel de la paix (1917, 1944 et 1963).

## Héritage

### Éducation
Le protestantisme, promoteur de la lecture — puisque la lecture de la Bible par tous y est encouragée —, s'est toujours passionné pour l'enseignement. C'est ce que Jean Jaurès avait éloquemment décrit en 1911 : « C'est la Réforme qui s'est passionnée pour l'instruction du peuple… Elle a voulu que tout homme sût lire, et quel livre ? Celui où elle-même puisait la vie ». Parmi les grands éducateurs protestants, on trouve Friedrich Fröbel, inventeur du jardin d'enfants qui deviendra l'école maternelle (développée en France par la protestante Pauline Kergomard), ou le pasteur Jean-Frédéric Oberlin, qui pratiquera l'éducation populaire dans sa paroisse déshéritée du Ban-de-la-Roche.
L'impact du protestantisme sur l’éducation est particulièrement fort en France, sous la IIIe République, où Jules Ferry compte plusieurs personnalités protestantes dans son entourage. En particulier Ferdinand Buisson (qui conçoit les grandes lois scolaires de 1881-1885 et crée les Écoles normales supérieures de Saint-Cloud et Fontenay-aux-Roses), Félix Pécaut et Jules Steeg.
L'enseignement féminin doit aussi beaucoup au protestantisme, Madame Jules Favre étant la créatrice de l'École Normale Supérieure de jeunes filles de Sèvres et l'inspiratrice de la pédagogie de toute une génération d'enseignantes. Les lycées de jeunes filles comptent, en 1885, 22 % d'élèves protestantes, 10 % d'enseignants protestants et 25 % de chefs d'établissements protestants.

### Vie économique
Max Weber a mis en évidence, dans L'Éthique protestante et l'Esprit du capitalisme, la contribution du protestantisme à la création d'une culture favorable au capitalisme, culture qui s'est à présent imposée à l'échelle mondiale. Weber met particulièrement en évidence le rôle des calvinistes et des puritains, caractérisés par un ascétisme qui mène à la thésaurisation donc à la formation de capital. Les activités industrielles, de négoce ou de banque menées par des protestants ont donc prospéré dans la durée. Des alliances réfléchies entre familles protestantes ont également permis de consolider et de diversifier ces activités économiques. De nombreuses entreprises françaises, toujours en activité, ont ainsi été créées par des protestants et demeurent de véritables réussites.
Cette thèse fut toutefois remise en cause par Fernand Braudel dans son livre.

### Musique protestante

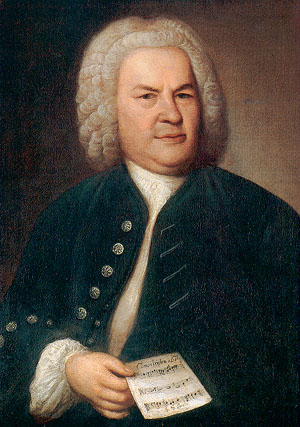
Le compositeur protestant Jean-Sébastien Bach est surnommé le cinquième Évangéliste

La musique joue un rôle essentiel au sein des églises protestantes. Au début du XVIe siècle, la musique était chantée en latin dans le chœur par des religieux. Les réformateurs ont voulu faire chanter l’ensemble des fidèles, y compris les femmes. L’Église luthérienne a conservé les instruments de musique et les chœurs professionnels ce qui a permis une très riche production musicale aux XVIIe et XVIIIe siècles. Les plus célèbres compositeurs sont Heinrich Schütz, Jean-Sébastien Bach et Georg Friedrich Haendel. Le gospel est un chant spirituel, né aux États-Unis, au sein des communautés évangéliques d'origine afro-américaine à la suite des negro spirituals.
Le principe régulateur du culte calviniste recommande d'éviter les instruments de musique et préconise la psalmodie exclusive pour le culte. Cependant, Calvin finit par autoriser, outre les psaumes, quelques chants bibliques.
Le culte presbytérien introduit le chant continu (vers 1720), les hymnes (vers 1850), les instruments de musique (vers 1860, orgue ou harmonium).
Les formes contemporaines de culte dans les églises évangéliques sont beaucoup plus ouvertes à la musique (vocale et instrumentale), particulièrement dans le christianisme charismatique.
- Musique dans les Églises réformées, Cantique, Choral, Gospel, Louange

## Personnalités

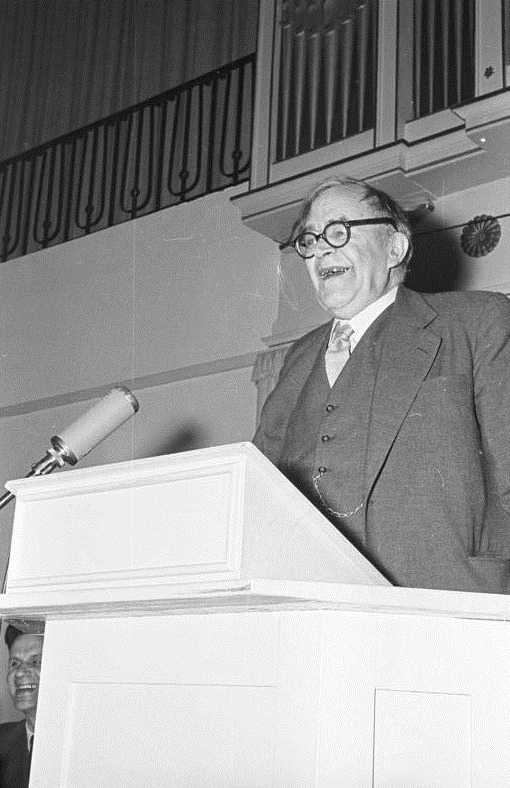
Karl Barth est considéré comme l'un des plus grands théologiens protestants du XXe siècle,.

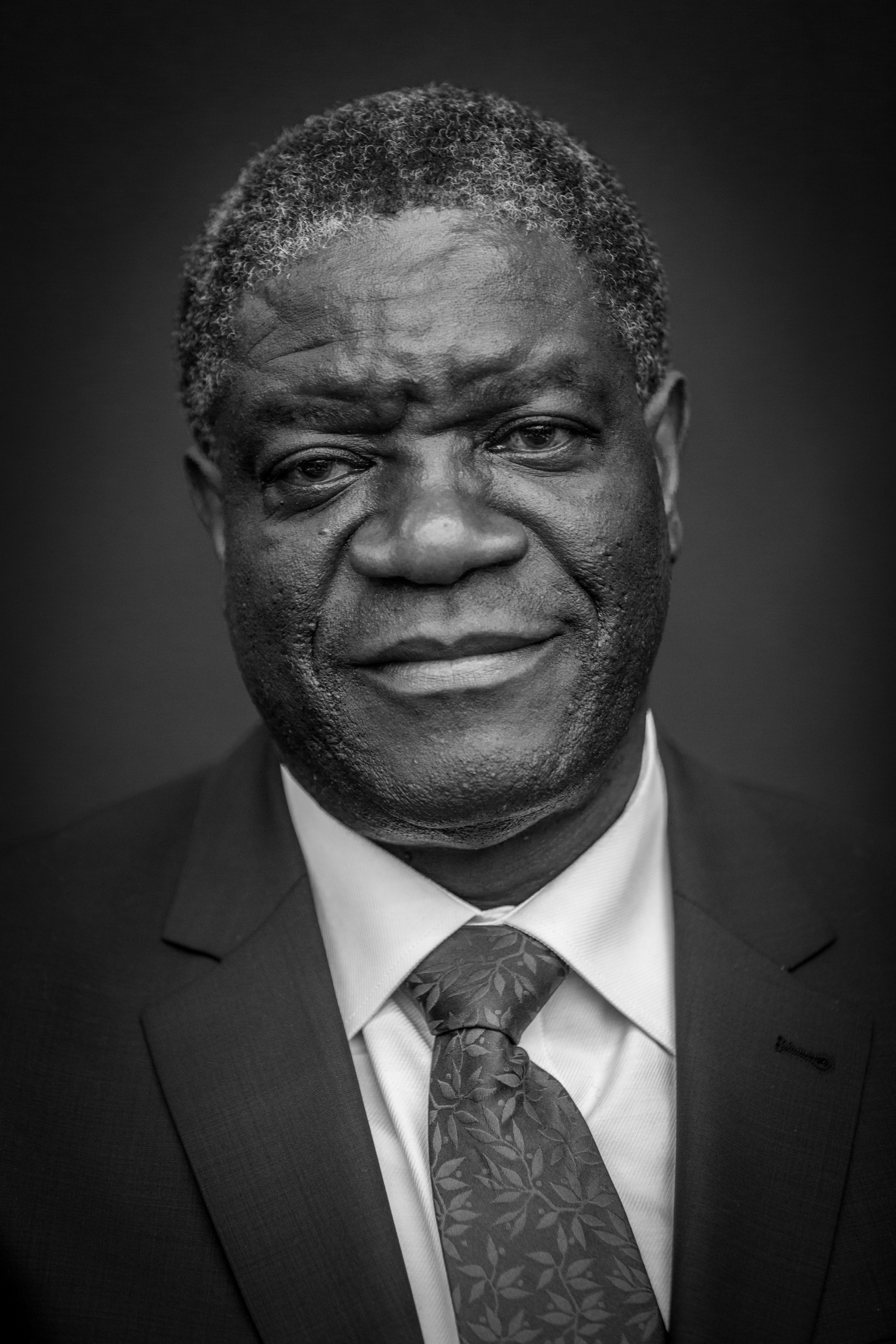
Le docteur Denis Mukwege est prix Nobel de la paix 2018.

Cette section contient une liste de pasteurs, de théologiens et de personnalités marquantes de la pensée protestante.
- Pierre Valdo (pré-réformateur, à l'origine de l'Église Vaudoise) : 1140–1206
- John Wyclif : 1320-1384
- Jan Hus : 1369-1415
- Martin Luther : 1483-1546
- Ulrich Zwingli : 1484-1531
- Thomas Cromwell : 1485-1540
- Guillaume Farel : 1489-1565
- Martin Bucer : 1491-1551
- Menno Simons : 1496-1561
- Philippe Mélanchthon : 1497-1560
- Andreas Cellarius (théologien) : 1503-1562
- David Joris : 1501-1556
- Heinrich Bullinger : 1504-1575
- Jean Calvin : 1509-1564
- Henri VIII d'Angleterre : 1509-1547
- Thomas Cranmer : 1489-1556
- John Knox : 1513-1572
- Sébastien Castellion : 1515-1563
- Théodore de Bèze : 1519-1605
- Guy de Brès : 1522-1567
- John Napier : 1550-1617
- Jacobus Arminius : 1560-1609
- Philippe Duplessis-Mornay : 1549-1623
- Henri IV : 1553-1610
- Catherine de Parthenay : 1554-1651
- Moïse Amyraut : 1596-1664
- John Dury : 1600-1680
- George Fox : 1624-1691
- Gottfried Wilhelm Leibniz : 1646-1716
- Jean-Alphonse Turrettini : 1671-1737
- Jean-Frédéric Ostervald : 1663-1747
- John Wesley : 1703-1791
- Jean-Jacques Rousseau : 1712-1778
- George Whitefield : 1714-1770
- Paul Rabaut : 1718-1794
- Adam Smith : 1723-1790
- Emmanuel Kant : 1724-1804
- Jean-Frédéric Oberlin : 1740-1826
- Jean-Paul Rabaut Saint-Étienne : 1743-1793
- François-Antoine de Boissy d'Anglas : 1756-1826
- Frédéric Schleiermacher : 1768-1834
- Georg Wilhelm Friedrich Hegel : 1770-1831
- Alexandre Vinet : 1797-1847
- John Nelson Darby : 1800-1882
- Søren Kierkegaard : 1813-1855
- John Bost : 1817-1881
- Henry Dunant : 1828-1910
- Abraham Kuyper : 1837-1920
- Tommy Fallot : 1844-1904
- Adolf von Harnack : 1851-1930
- Max Weber : 1864-1920
- Élie Gounelle : 1865-1950
- Nathan Söderblom : 1866-1933
- Wilfred Monod : 1867-1943
- Albert Schweitzer : 1875-1965
- Freddy Durrleman : 1881-1944
- Marc Boegner : 1881-1970
- Karl Barth : 1886-1968
- Paul Tillich : 1886-1965
- François Guizot : 1787-1874
- Emil Brunner : 1889-1966
- Suzanne de Dietrich : 1891-1981
- André Trocmé : 1901-1971
- Dietrich Bonhoeffer : 1906-1945
- Madeleine Barot : 1909-1995
- Jacques Ellul : 1912-1994
- Paul Ricœur : 1913-2005
- Billy Graham : 1918-2018
- Martin Luther King : 1929-1968
- André Gounelle : 1933-2025
- Jean Baubérot : 1941-
- Jean-Arnold de Clermont : 1941-
- Denis Mukwege : 1955-
- Arthur Blessitt : 1940-2025

### Ouvrages généraux
- Jean Baubérot, Histoire du protestantisme, Puf, 2007.
- Baudouin Bernard, Le protestantisme, une profession de foi, Éditions de Vecchi, 2002, 143 p.
- Boisson Didier, Les Protestants de l’ancien colloque du Berry, de la Révocation de l’Édit de Nantes à la fin de l’Ancien Régime (1679-1789), ou l’inégale résistance de minorités religieuses, Éditions Honoré Champion, 2000, 800 p.  (ISBN 978-2-7453-0238-0).
- Bizeul Yves, L'identité protestante, Paris, Méridiens Klincksieck, 1991.
- Boisson Didier, Consciences en liberté ? Itinéraires d’ecclésiastiques convertis au protestantisme (1631-1760), Éditions Honoré Champion, 2009,  (ISBN 978-2-7453-1773-5).
- Borello Céline, Les Protestants de Provence au XVIIe siècle, préface de M. Vovelle, Éditions Honoré Champion, 2004, 560 p.  (ISBN 978-2-7453-0883-2).
- Bost Hubert, Ces Messieurs de la R.P.R. Histoires et écritures de huguenots, XVIIe – XVIIIe siècles, Éditions Honoré Champion, 2001, 416 p.  (ISBN 978-2-7453-0503-9).
- Patrick Cabanel, Histoire des protestants en France, Fayard, 2012, 1502 p.
- Claude Dargent, Les Protestants en France aujourd'hui, Paris, Payot, 2005.
- Dubief Henri et Poujol Jacques, La France protestante, Histoire et lieux de mémoire, Max Chaleil éditeur, Montpellier, 1992, rééd. 2006.
- André Encrevé, Les Protestants en France de 1800 à nos jours, histoire d’une réintégration, Éditions Stock, 1985.
- Encrevé André, Protestants français au milieu du XIXe siècle, les Réformés de 1848 à 1870, Genève, Labor et Fides, 1986.
- Sébastien Fath, Du ghetto au réseau. Le protestantisme évangélique en France de 1800 à 2005, Genève, Labor et Fides, 2005.
- Fath Sébastien, « Juifs et protestants face à la loi de 1905 sur la séparation des Églises et de l’État », Les Cahiers du judaïsme, hiver-printemps 2001, no 9, p. 104-20.
- Fath Sébastien, Les Protestants, Paris, Le Cavalier Bleu, 2003 (collection Idées reçues).
- Lucien Febvre, Un destin. Martin Luther, Paris, Presses universitaires de France, 1928.
- Laurent Gagnebin et Picon Raphaël, « Le Protestantisme, la foi insoumise », Paris, Flammarion (Champs, no 591), 2005.
- Guillemenot-Ehrmantraut D., L’Église réformée de langue française à Mannheim de 1652 à 1689, Éditions Honoré Champion, 2003, 512 p.  (ISBN 978-2-7453-0723-1).
- Émile-Guillaume Léonard, Histoire générale du protestantisme, Paris, PUF, 1961 (tomes 1 et 2), 1964 (tome 3).
- Michel Leplay, Les Protestantismes, éditions Armand Colin, 2004.
- Krumenacker Yves, Les Protestants du Poitou au XVIIIe siècle (1681-1789), Éditions Honoré Champion, 1997, 528 p.  (ISBN 978-2-85203-742-7).
- Krumenacker Yves, Des protestants au Siècle des lumières. Le modèle lyonnais, Éditions Honoré Champion, 2002, 368 p.  (ISBN 978-2-7453-0533-6).
- Mentzer Raymond, La Construction de l’identité réformée aux XVIe et XVIIe siècles : le rôle des consistoires, Éditions Honoré Champion, 2006, 322 p.  (ISBN 978-2-7453-1210-5).
- Minerbi Belgrado Anna, L’avènement du passé. La Réforme et l’histoire, Éditions Honoré Champion, 2004, 352 p.  (ISBN 978-2-7453-0934-1).
- Rambeaud Pascal, De La Rochelle vers l’Aunis. L’histoire des réformés et de leurs Églises dans une province française au XVIe siècle, Éditions Honoré Champion, 2003, 608 p.  (ISBN 978-2-7453-0910-5).
- Rome Catherine, Les Bourgeois protestants de Montauban au XVIIe siècle. Une élite urbaine face à une monarchie autoritaire, Éditions Honoré Champion, 2002, 592 p.  (ISBN 978-2-7453-0595-4).
- Rosen-Prest Viviane, L’Historiographie des Huguenots en Prusse au temps des Lumières, Éditions Honoré Champion, 2002, 832 p.  (ISBN 978-2-7453-0587-9).
- Scheidecker Marc et Gayot Gérard, Les Protestants de Sedan au XVIIIe siècle. Le peuple et les manufacturiers, Éditions Honoré Champion, 2003, 302 p., 16 pl. ill. n/b.  (ISBN 978-2-7453-0834-4).
- Sibue Annick, Luther et la réforme protestante, Éditions Eyrolles, 2011. 183 p.  (ISBN 978-2-2125-4859-4).
- de Turckheim Geoffroy, Comprendre le protestantisme, Paris, Eyrolles (Pratique), 2006.
- Yardeni Myriam, Le Refuge huguenot : assimilation et culture, Éditions Honoré Champion, 2002, 240 p.  (ISBN 978-2-7453-0537-4).
- Yardeni Myriam, Le Refuge protestant, PUF, 1985, 227 p.  (ISBN 2-13-039007-2) (BNF 34840761).
- Yardeni Myriam, Huguenots et juifs, Éditions Honoré Champion, 2008, 224 p.  (ISBN 978-2-7453-1639-4).
- Yardeni Myriam, Repenser l’histoire : aspects de l’historiographie huguenote des guerres de religion à la Révolution française, Éditions Honoré Champion, 2000, 224 p.,  (ISBN 978-2-7453-0240-3).
- Max Weber, L'Éthique protestante et l'esprit du capitalisme, 1904-1905.
- Weiss Charles, Histoire des Réfugiés Huguenots.
- Willaime Jean-Paul et Jean Baubérot, ABC du protestantisme, Genève, Labor et Fides, 1990.
- Willaime Jean-Paul, La précarité protestante. Sociologie du protestantisme contemporain, Genève, Labor et Fides, 1992.
- Willaime Jean-Paul, Protestantisme, Le Cerf, Collection « Histoire des religions », 2007.

### Dictionnaires et encyclopédies
- Patrick Cabanel et André Encrevé (dir.), Dictionnaire biographique des protestants français de 1787 à nos jours, tome 1, A-C, Éditions de Paris/Max Chaleil, 2015, XXVI- 831 p.  (ISBN 978-2846211901).
- André Encrevé, Les Protestants, vol. 5 du Dictionnaire du monde religieux dans la France contemporaine, Paris, éd. Beauchesne, 1993  (ISBN 978-2701012612).
- Encyclopédie du protestantisme : Hubert Bost, Jean Baubérot, Protestantisme [lire en ligne].
- Pierre Gisel et Lucie Kaennel (dir.), Encyclopédie du protestantisme, 2e édition, Paris-Genève, Quadrige/PUF, Labor et Fides, 2006.

### Monographies
- Le Livre des délibérations de l’Église réformée de l’Albenc (1606-1682). Édition du manuscrit conservé à la Bibliothèque municipale de Grenoble, bibliothèque d’Étude et d’Information, fonds dauphinois. Établie par F. Francillon. Éditions Honoré Champion, 1998. 352 p.  (ISBN 978-2-85203-741-0).
- Édifier ou instruire ? Les Avatars de la liturgie réformée du XVIe au XVIIIe siècle. Textes recueillis par Maria-Cristina Pitassi. Éditions Honoré Champion, 2000. 146 p.  (ISBN 978-2-7453-0220-5).
- La Diaspora des huguenots. Les réfugiés protestants de France et leur dispersion dans le monde (XVIe – XVIIIe siècle). Préface de P. Joutard, conclusion de C. Bordes-Benayoun. Textes réunis par Eckart Birnstiel avec la collaboration de Chrystel Bernat. Éditions Honoré Champion, 2001. 208 p.  (ISBN 978-2-7453-0425-4).
- La vie intellectuelle aux refuges protestants. Tome I. Actes de la Table ronde de Münster du 25 juillet 1995, réunis par Jens Häseler et Antony McKenna. Éditions Honoré Champion, 1999. 368 p.  (ISBN 978-2-7453-0008-9).
- La vie intellectuelle aux refuges protestants. Tome II. Huguenots traducteurs. Actes de la Table ronde de Dublin, juillet 1999, édités par Jens Häseler et Antony McKenna. Éditions Honoré Champion, 2002. 192 p.  (ISBN 978-2-7453-0530-5).
- Refuge et désert. L’évolution théologique des huguenots de la Révocation à la Révolution française. Actes du colloque du Centre d’étude du XVIIIe siècle, Montpellier, 18-20 janvier 2001. Édité par Hubert Bost et Claude Lauriol. Éditions Honoré Champion, 2003. 320 p.  (ISBN 978-2-7453-0751-4).
- Le Consistoire de l’Église wallonne de Rotterdam, 1681-1706. Édition annotée des Actes avec une présentation historique par Hubert Bost. Éditions Honoré Champion, 2008. 448 p.  (ISBN 978-2-7453-1623-3).
- François Boulet, Olivier Cogne et Stéphane Gal (dir.), Protestants en Dauphiné : 500 ans d'histoire (XVIe – XXIe siècles), Grenoble, Presses universitaires de Grenoble, collection La Pierre et l’Écrit, 2017. 156 p.  (ISBN 978-2-7061-2700-7).
- Anne Dunan-Page et Marie-Christine Munoz-Teulié, Les huguenots dans les Îles britanniques de la Renaissance aux Lumières : écrits religieux et représentations, Paris, Éditions Honoré Champion, 2008, 272 p. (ISBN 978-2-7453-1675-2).
- Yves Krumenacker (dir.), Dictionnaire des pasteurs dans la France du XVIIIe siècle, Paris, Éditions Honoré Champion, 2008, 464 p. (ISBN 978-2-7453-1683-7).

### Périodiques
- « La population française n’a plus de couleur politique majoritaire », Le Monde, 21 octobre 2005, numéro 18 892, p. 8.
- « La situation des religions monothéistes », Cahiers français, septembre 2007, numéro 340, p. 72-94.
- « La vitalité du protestantisme français », Sciences humaines, juillet 2006, numéro 173.